# Jacques Bridaine
Jacques Bridaine (ou Brydayne) missionnaire royal français, (21 mars 1701 à Chusclan, près d'Uzès - 22 décembre 1767 à Roquemaure).

## Biographie
Il passe chez les jésuites d'Avignon, puis au séminaire de Saint-Charles dans la même ville, tenu par les lazaristes. Il est ordonné prêtre à Alès en 1725. Missionnaire royal, il anime en tout 256 missions en France, d'abord dans les Cévennes pendant une dizaine d'années,. 
Une de ses missions les plus célèbres est la mission de Montpellier de 1743. La ville possédait une forte minorité protestante (5 400 des 23 400 habitants) en 1685, appelés « nouveaux catholiques » depuis la révocation de l'édit de Nantes (1685), et avait été sous la coupe de l'ardent janséniste Charles-Joachim Colbert de Croissy jusqu'en 1738 ; le nouvel évêque, Georges-Lazare Berger de Charancy, effacer ces influences. Bridaine mène cette mission du 21 mars au 19 mai 1743 assisté de 18 prêtres, et organise des processions devant montrer ostensiblement la puissance et la gloire du catholicisme, dont celle du 28 avril 1743, procession générale vouée au Saint-Sacrement et qui défila pendant cinq heures accompagnée de flûtes, tambours et tirs de l'artillerie de la citadelle, à laquelle assistèrent l'évêque, la municipalité, l'intendant, et le commandant de la province. Des retraites à la cathédrale Saint-Pierre et les églises Saint-Paul et Notre-Dame des tables, des confessions et des communions furent également organisées. 
Il se fit remarquer par la ferveur de son zèle et par une éloquence mâle, hardie et pleine de saillies inattendues. Il parcourut presque tous les villages du Midi, et fit jusqu'à 256 missions. On voulut l'entendre à Paris : il prononça à Saint-Sulpice un sermon sur l'éternité qui fit une grande impression sur son auditoire et dont le début est cité comme un chef-d'œuvre : « Savez-vous ce que c’est que l’éternité ? C’est un pendule dont le balancier dit et redit sans cesse deux mots seulement dans le silence des tombreux : toujours, jamais, toujours, jamais. » Une personne aurait demandé « Quelle heure est-il ? », et un autre lui répondit « l’éternité. ». Après un sermon sur la brièveté de la vie, il dit « Je vais vous reconduire chez vous », et mène son auditoire au cimetière.

## Postérité
L'abbé Guy-Toussaint-Julien Carron a écrit sa vie sous ce titre : Le Modèle des prêtres ou Vie de J. Brydayne, missionnaire, Paris, 1804.
Ses sermons ont été publiés en 5 tomes in-12 chez Seguin Ainé à Avignon en 1823. On a aussi de lui Cantiques spirituels.
On remarque l'homonymie des noms du missionnaire Jacques Bridaine, et du curé dans la pièce de théâtre On ne Badine pas avec l'amour (1834) d'Alfred de Musset, dans laquelle Bridaine est alcoolique, médisant, goinfre et ambitieux : « J’aime mieux, comme César, être le premier au village que le second dans Rome ».
En 1864, la rue Bridaine dans le quartier des Batignolles à Paris est renommée en hommage.